# Ми — Глас из народа
Ми — Глас из народа (скраћено МИ—ГИН) је политички покрет у Србији. Нема званичног вођу, а некада његово заштитно лице био је Бранимир Несторовић, пулмолог и публициста. Стекао је заступљеност у Народној скупштини Републике Србије и Скупштини града Београда после парламентарних избора у Србији 2023. и избора за одборнике Скупштине града Београда 2023.

## Историја

### Позадина
Бранимир Несторовић је на претходним изборима за Народну скупштину Србије 2022. стао иза коалиције Двери—ПОКС што им је доста помогло у привлачењу гласачког тела. Међутим, Несторовић је након тих избора изјавио да није био задовољан самом листом Двери, рекавши том приликом да Србија заслужује националну, непартијску, поштену и пристојну опцију, с људима који после избора неће трговати мандатима и гласањима.

### Оснивање
Оснивачи покрета су били: Бранимир Несторовић (лекар и професор у пензији), Јован Јањић (писац, културолог), Митар Ковач (генерал у пензији), Синиша Љепојевић (новинар), Александар Павић (политиколог), Бранко Павловић (правник) и Драган Станојевић (економиста, предузетник). Представљање идеје, плана и програма деловања покрета било је 17. марта 2023. на званичном каналу истог на YouTube-у. Покрет је колоквијално називан и Хепи коалиција јер су сви њени чланови били гости на тој телевизији.

### Избори 2023.
Покрет је 27. октобра 2023. најавио да ће учествовати на парламентарним изборима у Србији 2023. Пре тога је политичка активност била усредсређена на њихов канал на YouTube-у. Покрет је 26. новембра 2023. Републичкој изборној комисији Србије предао десет хиљада потписа, а 27. новембра званично је проглашена листа за парламентарне изборе у Србији 2023. Несторовић је након избора рекао да је кампања вођена само уз помоћ друштвених мрежа и да покрету није дат „одговарајући простор” за кампању. Наводно је на кампању потрошено 12.000 евра.
После избора у Београду, Несторовић је одбацио могућност уласка његовог покрета у коалицију с владајућом Српском напредном странком (СНС) или с опозиционим коалицијама Србија против насиља (СПН) и Национално демократска алтернатива (НАДА).

## Идеологија
Несторовић је током кампање 2023. скретао пажњу на проблеме са здравственим системом Србије и позивао на његово унапређење.

## Резултати на изборима

### Парламентарни избори
| Година | Носилац             | Гласови | % од важећих | Бр. | Мандати  | Промена | Статус | Реф. |
| ------ | ------------------- | ------- | ------------ | --- | -------- | ------- | ------ | ---- |
| 2023.  | Бранимир Несторовић | 176.472 | 4,83%        | 5.  | 13 / 250 | 13      | Н/Д    |      |

### Избори за одборнике Скупштине града Београда
| Година | Носилац             | Гласови | % од важећих | Бр. | Мандати | Промена | Статус | Реф. |
| ------ | ------------------- | ------- | ------------ | --- | ------- | ------- | ------ | ---- |
| 2023.  | Александар Јерковић | 50.535  | 5,50         | 4.  | 6 / 110 | 6       | Н/Д    |      |

## Види joш
- Ми — Снага народа